# 费莱托
费莱托（意大利语：Feletto），是意大利北部皮埃蒙特大区都灵省的一个市镇。总面积8平方公里，总人口2410，人口密度301.3人/平方公里（2010年12月31日）。